# Wickelrock

Wickelrock mit aufgenähter Tasche, gehalten von einem Band (Schematische Zeichnung)

Ein Wickelrock ist ein aus einem rechteckigen Gewebestück bestehender Rock, bei dem sich die Kanten stark überdecken und der durch Umschlagen oder Umrollen des oberen Randes, durch Knöpfung oder durch Spangen, Bänder, Gürtel oder heute durch einen Klettverschluss gehalten wird.

## Geschichte
Diese einfachste Form eines Rockes ist aus frühester Zeit belegt. Im 3. Jahrtausend v. Chr. trugen Männer in Mesopotamien den Kaunakes als Wickelrock; der Oberkörper blieb zumeist unbekleidet. Auch als Teil von bronzezeitlicher Bekleidung sind wollene Wickelröcke sowohl bei Männern (z. B. Mann von Emmer-Erfscheidenveen) als auch bei Frauen (z. B. Mädchen von Egtved) belegt. Die Frauen der Inka trugen anaku, ein Wickelkleid, das sich später in einen Wickelrock verkürzte. Er wird bis heute von den Otavalos in Ecuador getragen.
In der westlichen Mode waren auf Figur genähte Wickelröcke um 1910 bis 1914, um 1924, zu Beginn der 1950er Jahre und um 1970 verbreitet. Sie sind seitdem auch als Strand- und Freizeitbekleidung für Frauen beliebt. 1999 bot H&M einen Wickelrock für den Mann an, der sich jedoch nicht durchsetzte.

## Verbreitung

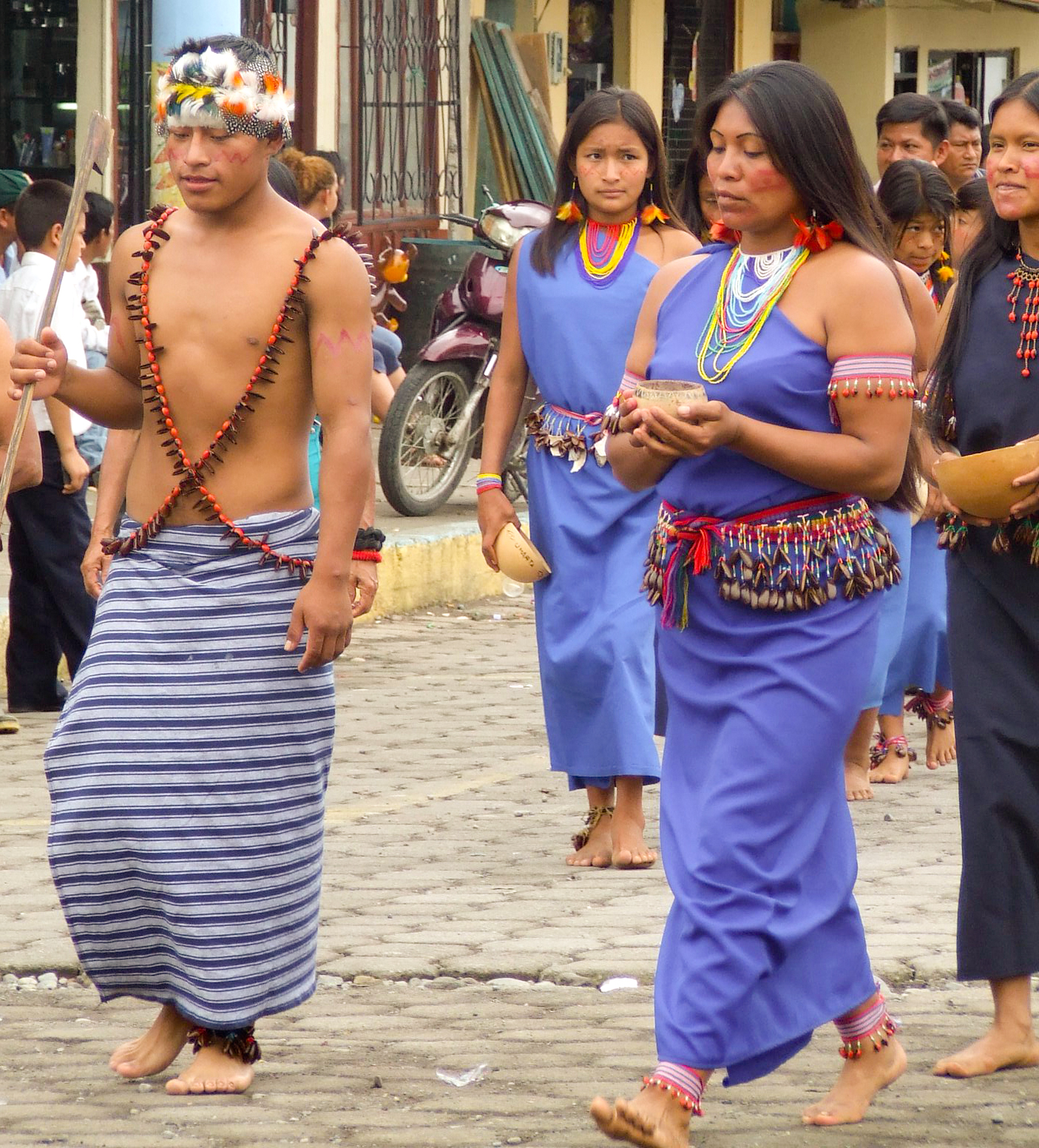
Ein Mann der Shuar im itip’ genannten Wickelrock

Der Wickelrock ist weltweit als Kleidungsstück verbreitet, unter anderem als:
- Htamein für Frauen in Myanmar
- Itip’ von Männern der Shuar getragen, früher aus Rindentuch, heute aus Baumwolle[3]
- Kanga und Kitenge in Ostafrika kann auch als Wickelrock getragen werden
- Kilt in Schottland, der teilweise am Taillenbund genäht ist
- Lava-Lava in Polynesien
- Longyi oder Paso für Männer in Myanmar
- Lungi für Männer in Indien, Bangladesch und Sri Lanka
- Neikhro oder Mhoshü der Naga[7]
- Pāreu in Französisch-Polynesien
- Pai auf den Inseln Föhr, Amrum und den Halligen
- Pagne oder Wrapper in Westafrika
- Panung in Thailand
- Ponjowa aus Wolle in Südrussland und Plachta in der Ukraine
- Refajo oder Kueitl der indigenen Bevölkerung im mexikanischen Veracruz[8]
- Sari für Frauen in Indien
- Sarong in Südostasien
- Teri bei den Frauen der Tuareg
- Wouzar als Unterbekleidung der Kandora in arabischen Ländern
- von Frauen getragene Wickelröcke als Teil der albanischen Tracht